# عصر هلنستي

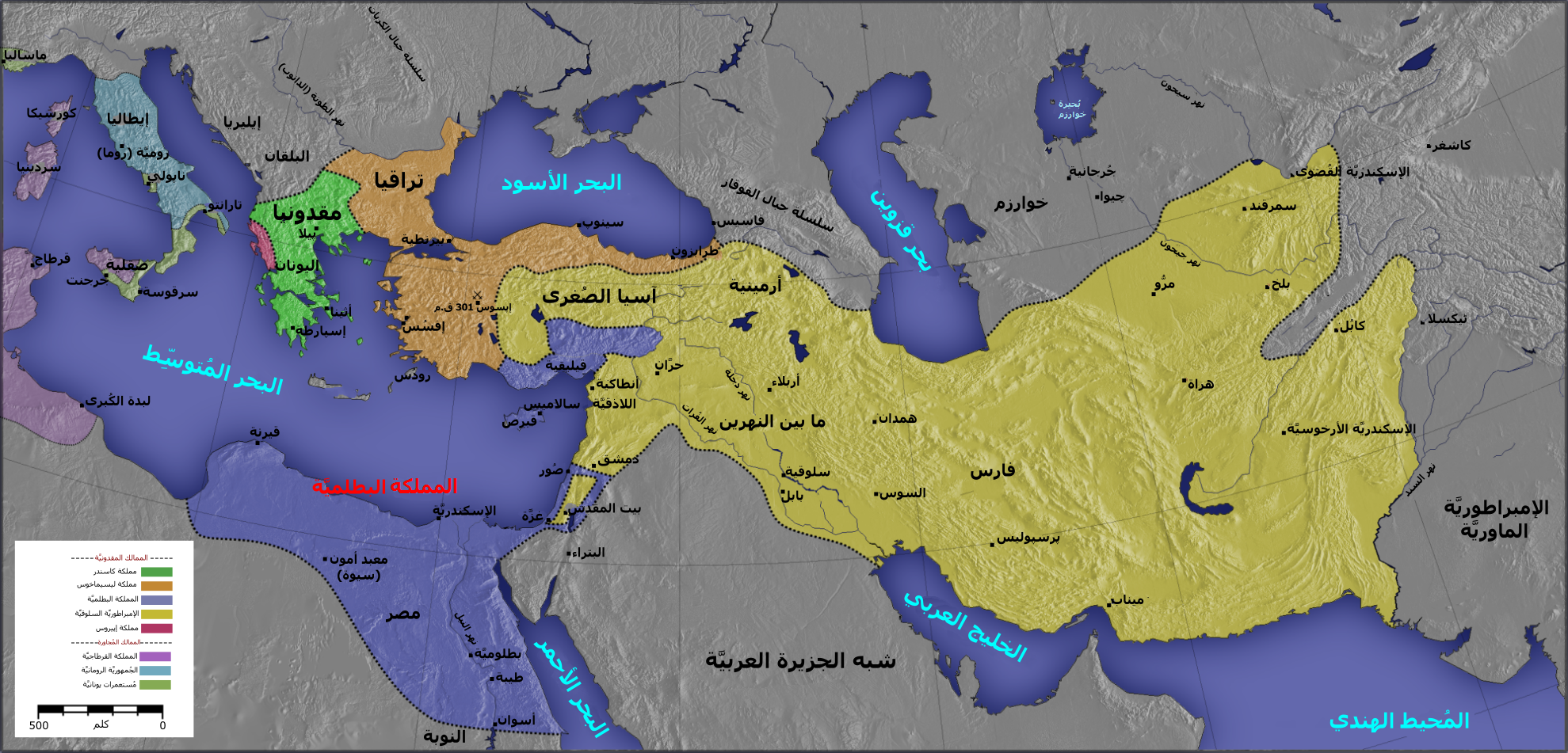
ممالك خلفاء الإسكندر بعد معركة إبسوس، حوالي عام 301 ق.م.
مملكة بطليموس الأول
مملكة كاسندر
مملكة ليسيماخوس
مملكة سلوقس الأول
مملكة إبيروس
أخرى
قرطاج
الجمهورية الرومانية
المدن الإغريقية

في تاريخ اليونان، يمتد العَصْرُ الهِلِّينِيُّ من زمن موت الإسكندر الأكبر سنة 323 قبل الميلاد إلى حين موت كليوباترا السابعة سنة 30 قبل الميلاد بعيد موقعة أقطيون التي كانت ابتداء الإمبراطورية الرومية وما تلا موتها من سقوط دولة البطالمة في مصر بعد غزو الروم. وقد استمرت حوالي 200 سنة في اليونان وحوالي 300 سنة في الشرق الأوسط. ويستخدم اصطلاح هلينية لتمييز هذه الفترة عن الفترة الهلينية وهي فترة اليونانيين القدماء التي اعتبرت أوج عبقرية وعظمة الفكر والعلوم والفلسفة اليونانية في ظل الامبراطورية الأثينية.
وقد استحدث مصطلح هلينية المؤرخ يوهان جوستاف دريزن في منتصف القرن التاسع عشر، صاغ المصطلح الهليني للإشارة إلى الفترة التي انتشرت فيها الثقافة اليونانية في العالم غير اليوناني بعد غزو الإسكندر في عمله الكلاسيكي "Geschichte des Hellenismus" (تاريخ الهلينية).
وخلال هذه الفترة، أصبحت الثقافة اليونانية في أوج انتشارها في أوروبا وآسيا. وينظر لها بالعادة على أنها مرحلة انتقالية بين الهلينية، بل مرحلة تراجع وتفسخ، في عبقرية الفكر الهليني في أوج ازدهاره حتى ظهور الامبراطورية الرومانية.
تبدأ الحقبة الهلينية عند أغلب المؤرخين بموت الإسكندر في 323 ق.م. ويبدو أنها تنتهي عندهم مع الغزو الروماني لقلب اليونان في عام 146 ق.م. أو مع الهزيمة النهائية والكلية لآخر دولة من ملوك طوائف الإسكندر بعد معركة أكتيوم عام 31 ق.م.
وقد تميّزت الفترة الهلينية بأمواج المستوطنين الخارجين من اليونان لاستعمار المدن والممالك اليونانية في آسيا وأفريقيا.

## الفترة الهلينية الذهبية
بدأ العصر الهليني ما بين عامي 330-323 ق.م. بعد بداية فتوحات الإسكندر المقدوني، وقد مرّت هذه الفترة بفترة ازدهار وتقدّم في الفنون الجمالية والفنون المرئية والاستكشاف والأدب والنحت والمسرح والعمارة والموسيقى والرياضيات والعلوم عامةً. وقد مر العصر الهليني بفترة تركيبية، ومرحلة نهضة في العلوم المتنوعة والنظريات الموجود في الثقافة اليونانية. وعوضاً عن التفكّر والنقاش في المثل والمنطق والعواطف المستهلكة والجمال الأخاذ، صار الناس يحللون ويستكشفون الواقع المعاش.

## الثقافة

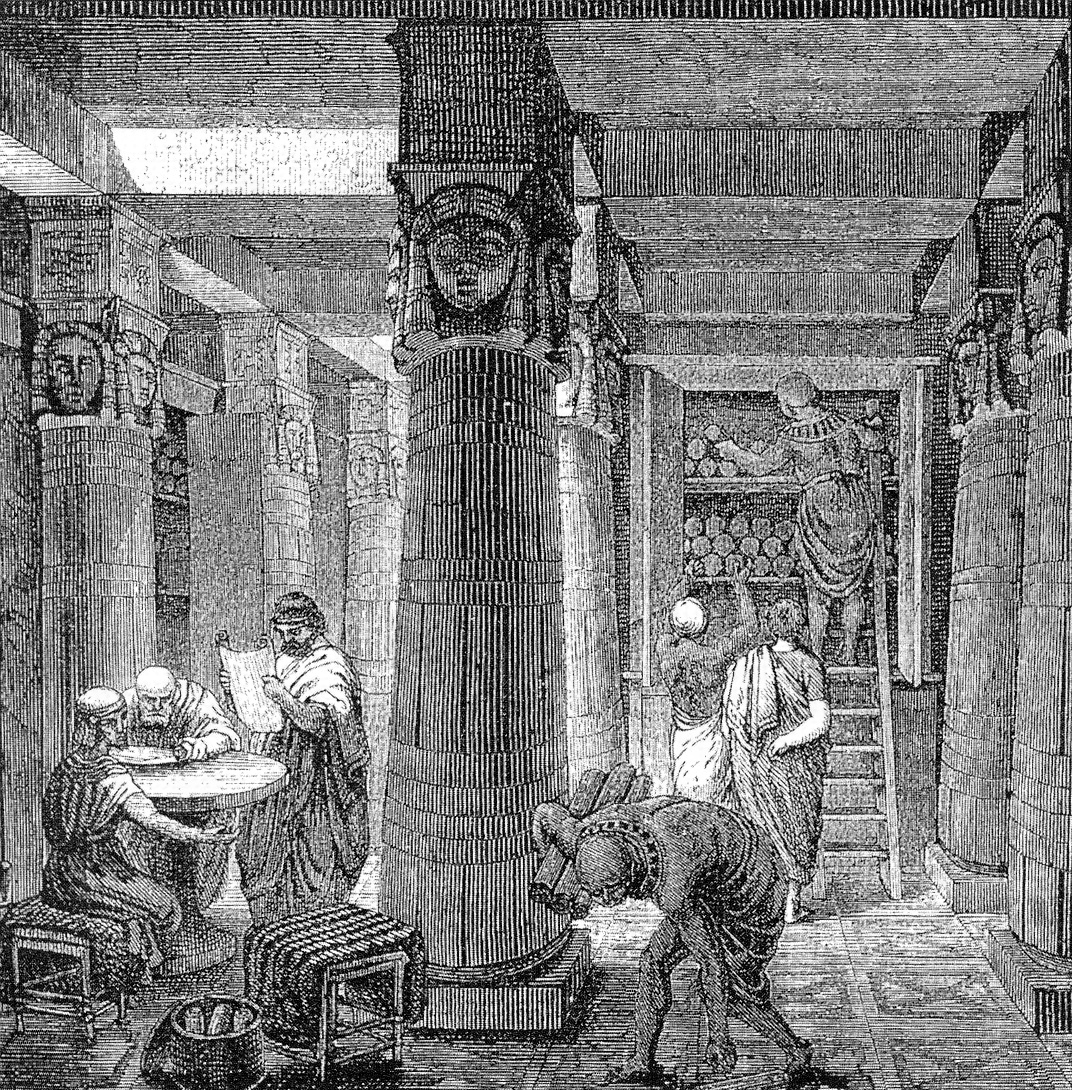
كانت مكتبة الإسكندرية في المملكة البطلمية، الموضحة هنا في انطباع فنان، أكبر وأهم مكتبة في العالم القديم.

ازدهرت الثقافة الهلينية في بعض المجالات، لا سيما في الحفاظ على الماضي. كانت دول الفترة الهلينية مركزة بعمق على الماضي وما كان يبدو من أمجاده الغابرة. يرجع الحفاظ على العديد من الأعمال الفنية والأدبية الكلاسيكية والقديمة (بما في ذلك أعمال التراجيديين الكلاسيكيين الثلاثة العظماء، إسخيلوس، وسوفوكليس، ويوربيديس) إلى جهود اليونان الهلينيين. كان متحف ومكتبة الإسكندرية مركزًا للنشاط المُحافظ. وبدعم من الرواتب الملكية، قام علماء الإسكندرية بجمع وترجمة ونسخ وتصنيف وانتقاد كل كتاب يمكنهم العثور عليه. درست في الإسكندرية معظم الشخصيات الأدبية العظيمة في الفترة الهلينية وأجروا أبحاثًا هناك. كان أهل الشعر، لا يكتبون الشعر فحسب، بل كتبوا أيضًا أطروحات عن هوميروس وغيره من الأدب اليوناني الكلاسيكي القديم.
احتفظت أثينا بمكانتها باعتبارها أرقى مقر للتعليم العالي، خاصة في مجالات الفلسفة والبلاغة، مع مكتبات كبيرة ومدارس فلسفية. كان في الإسكندرية متحف ضخم (مركز أبحاث) ومكتبة الإسكندرية التي قُدر بأن فيها 700,000 مجلدًا. كانت مدينة بيرغامون تحتوي أيضًا على مكتبة كبيرة وأصبحت مركزًا رئيسيًا لإنتاج الكتب. جزيرة رودس فيها مكتبة وتتباهى أيضًا بمدرسة شهيرة للسياسة والدبلوماسية. كانت المكتبات موجودة أيضًا في أنطاكية وبيلا وكوس. تلقى شيشرون تعليمه في أثينا ومارك أنتوني في رودس. تأسست أنطاكية كمدينة ومركز لتعليم اليونانية التي احتفظت بمكانتها في عصر المسيحية. وحلت سلوقية مكان بابل كعاصمة لنهر دجلة السفلي.

### الدين

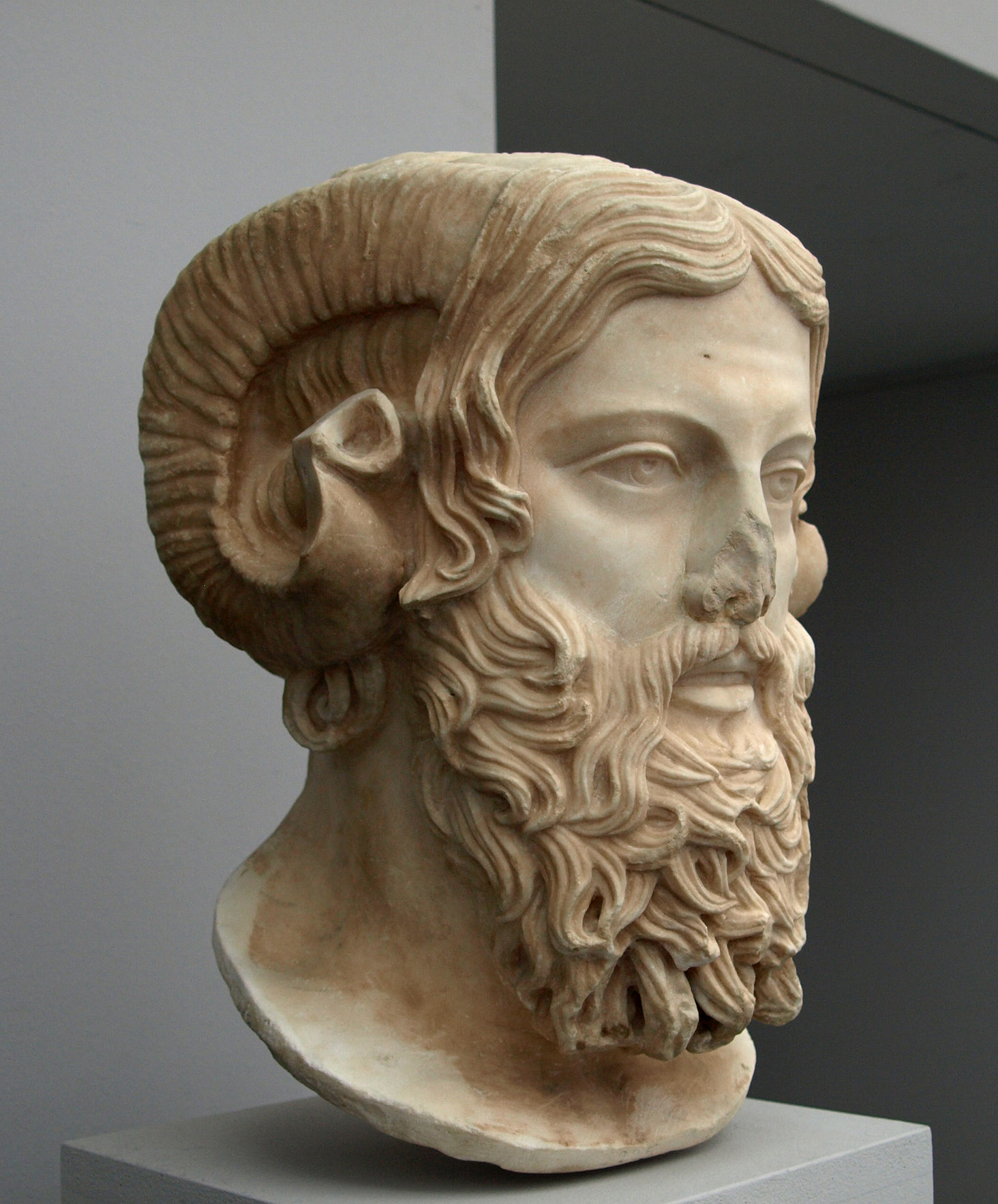
تمثال نصفي لزيوس عمون، إله له سمات من الآلهة اليونانية والمصرية.

في الفترة الهلينية، استمر الدين اليوناني بالحضور: إذ استمرت عبادة الآلهة اليونانية، وكانت تمارس نفس الطقوس كما كان من قبل. ومع ذلك، فإن التغييرات الاجتماعية والسياسية التي أحدثها غزو الإمبراطورية الفارسية وهجرة اليونان إلى الخارج تعني أن التغيير جاء أيضًا في الممارسات الدينية. لم تشهد أثينا وسبارتا ومعظم المدن في البر اليوناني الكثير من التغيير الديني أو الألوهي (باستثناء إيزيس المصرية في أثينا)، بينما كان للإسكندرية متعددة الأعراق مجموعة متنوعة جدًا من الآلهة والممارسات الدينية، بما في ذلك المصرية واليهودية واليونانية. اصطحب المهاجرون اليونانيون دينهم اليوناني أينما ذهبوا، حتى الهند وأفغانستان. كان لدى غير اليونانيين أيضًا حرية أكبر في السفر والتجارة في جميع أنحاء البحر الأبيض المتوسط، وفي هذه الفترة يمكننا أن نرى الآلهة المصرية مثل سيرابيس، والآلهة السورية أتارجاتيس وهدد، بالإضافة إلى كنيس يهودي، يتعايشون جميعًا في جزيرة ديلوس جنبًا إلى جنب مع الآلهة اليونانية الكلاسيكية. كانت من الممارسات الشائعة مطابقة الآلهة اليونانية مع الآلهة الأصلية التي لها خصائص مماثلة، وهذا خلق اندماجًا جديدًا مثل زيوس آمون، أفروديت هاني (أتارجاتيس هلينيزد) وإيزيس ديميتر. واجه المهاجرون اليونانيون خيارات دينية فردية لم يواجهوها في مدنهم الأصلية، حيث كانت الآلهة التي يعبدونها تمليها التقاليد.

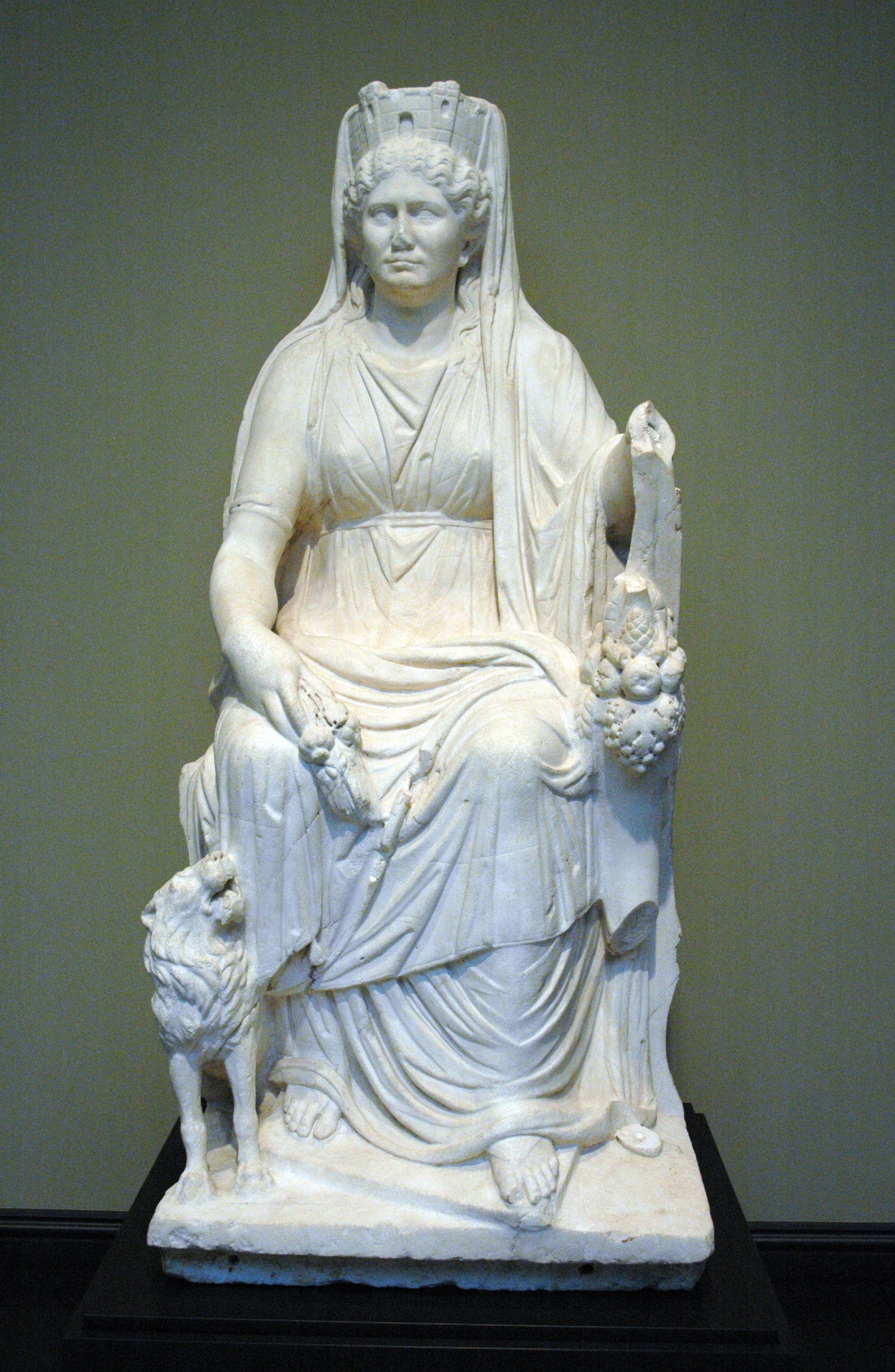
كوبيلي، إلهة أم فريجية، متوجة بالأسد والوفرة والتاج الجداري.

ارتبطت الملكيات الهلينية ارتباطًا وثيقًا بالحياة الدينية للممالك التي حكمتها. كان هذا بالفعل سمة من سمات الملكية المقدونية، التي كانت لها واجبات كهنوتية. تبنى الملوك الهلينيون الآلهة الراعية كحماة لمنزلهم وادعوا أحيانًا الانتساب إليها. السلوقيون على سبيل المثال اتخذوا أبولو راعيًا، وكان أنتيجونيدز كان له هرقل، والبطالمة اتخذوا ديونيسوس من بين آخرين.
كما كانت عبادة حكام السلالات سمة من سمات هذه الفترة، وعلى الأخص في مصر، حيث تبنى البطالمة الممارسات الفرعونية السابقة، وأقاموا أنفسهم ملوكا مؤلهين. ارتبطت هذه العبادات عادة بمعبد معين تكريما للحاكم مثل البطالمة في الإسكندرية وكان لها مهرجانات وعروض مسرحية خاصة بها. كان إنشاء عبادات الحكام يعتمد بشكل أكبر على التكريم المنهجي المقدم للملوك (التضحية، التماثيل، المذابح، الترانيم) التي تضعهم على قدم المساواة مع الآلهة (التوحيد) أكثر من الاعتقاد الفعلي بطبيعتهم الإلهية. وفقًا لبيتر جرين، لم تنتج هذه العبادات إيمانًا حقيقيًا بألوهية الحكام بين اليونان والمقدونيين.
كما شهد العصر الهليني أيضًا ارتفاعًا في التحرر من وهم الدين التقليدي. أدى ظهور الفلسفة والعلوم إلى إزالة الآلهة من العديد من مجالاتهم التقليدية مثل دورهم في حركة الأجرام السماوية والكوارث الطبيعية. أعلن السفسطائيون عن محورية الإنسانية واللاأدرية. أصبح الاعتقاد في اليوهيمرية (الرأي القائل بأن الآلهة مجرد ملوك وأبطال قدماء)، شائعًا. قام الفيلسوف الشهير إبيقور بترويج وجهة نظر للآلهة غير المهتمة التي تعيش بعيدًا عن عالم الإنسان في ميتاكوزميا. كما أن تأليه الحكام جلب فكرة الألوهية إلى الأرض. بينما يبدو أنه كان هناك انخفاض كبير في التدين، فقد كان هذا في الغالب مخصصًا للطبقات المتعلمة.
كان السحر يمارس على نطاق واسع، وكان هذا أيضًا استمرارًا للمعتقدات السابقة. في جميع أنحاء العالم الهليني، كان الناس يستشيرون الأوراكل، ويستخدمون السحر والتماثيل لدرء المحن أو لإلقاء التعويذات. كما طُوِّرَ نظام التنجيم المعقد في هذا العصر، والذي سعى إلى تحديد شخصية الفرد ومستقبله في حركات الشمس والقمر والكواكب. ارتبط علم التنجيم على نطاق واسع بعبادة تايكه (الحظ والثروة)، التي نمت شعبيتها خلال هذه الفترة.

### العلوم
شهد العصر الهليني إنجازات عظيمة في مجال العلوم والرياضيات، مثال ذلك: تطوير الرياضي إقليدس لأساسيات الهندسة، واكتشاف المخترع أرشميدس لعددٍ من القوانين الأساسية في الفيزياء، وطرح الفلكي أريستاركوس، من بلدة ساموس، الفكرة القائلة بأن كل الكواكب، بما في ذلك الأرض، تدور حول الشمس، وأجرى الرياضي إراتوستينس حسابات، صحيحة تقريبًا، لمحيط الكرة الأرضية.

### الفنون
وأصبح التصوير التشكيلي والنحت أكثر واقعية. وأبدع النحاتون أعمالاً نحتية، مثل لاوكون والنسر المجنح لساموثريس.

### الفلسفة
وكان فلاسفة هذه الفترة مُهتمين بالوسائل التي تحقق السعادة للبشر. وكانت المدارس الفلسفية الهلينية الرئيسية ثلاث هي:
- الرواقيون
- الأبيقوريون
- الكلبيون

واعتقد الرواقيون أن السعادة تتحقق، حين يتعلم الناس أن يتقبلوا الأحداث الخارجة عن نطاق قدراتهم، وعليهم أن يؤدوا واجباتهم. وسعى الأبيقوريون إلى الاعتدال في المتعة وتجنب الألم. وحاول الكلبيون التغاضي عن كل الرغبات والمتع والسعي إلى الفضيلة. وبالنسبة للدين، عبد العديد من الناس، مثل المصريين القدماء، الآلهة مثل إيزيس وسيرابيس.

## العصر الهليني ومشاكله
إن الكلمة هلينية هي فكرة حديثة استحدثت في القرن التاسع عشر، وهي لم تكن فكرة متداولة في اليونان القديمة. في منتصف القرن التاسع عشر قام ج. ج. درويسين يوهان جوستاف دريزن بصك مصطلح هلينية للدلالة على الفترة التي انتشرت فيها الحضارة اليونانية في العالم غير اليوناني بعد فتوحات الإسكندر. وكانت أهم العقبات في انتشار المصطلح هذا هو صعوبته، إذ لم يكن انتشار الحضارة اليونانية ظاهرة عامة كما أوحى له المصطلح. وفي بعض مناطق العالم كان تأثرها بالحضارة اليونانية أكثر وخصوصاً على المقدونيين، أكثر من غيرهم. كما يوحي المصطلح أن السكان اليونانيين كانوا هم الأكثرية في الأماكن التي استوطنوها، وفي حالات كثيرة، كانوا هم الأقليات بين السكان المحليين. ولم يختلط اليونانيون بالسكان المحليين، فمع انتقال السكان اليونان فقد ارتحلوا بثقافتهم إلا أن ذلك لا يعني دائماً أنها تفاعلت من البلاد المهاجر إليها.

## خلفيات العصر الهليني
انقسمت اليونان القديمة، فيما مضى، إلى دول ـ مُدن مستقلة ومتناحرة. وتتكون كل دولة من مدينة مفردة وما يحيط بها من منطقة. وبعد الحرب البيلوبونيسية (431-404 ق. م.)، أصبحت كامل اليونان خاضعة للسيطرة الأسبرطية، كقوّة عظمى ولكن لم تكن أكبر القوى الإقليمية. ثم تلا السيطرة الأسبرطية السيطرة الطيبية بعد معركة ليوكتراEN عام 371 ق.م. ولكن بعد معركة مانتينياEN في عام 362 ق.م. أصبحت كل المدن اليونانية ضعيفة فلم تقدر أي منها على استلام دور قيادي. وكان في خضم هذا المشهد بداية صعود مقدونيا تحت قيادة ملكها فيليب الثاني. كانت مقدونيا تقع على هامش العالم اليوناني، ورغم أن عائلتها الملكية ادعت انتسابها إلى العرق اليوناني، فقد كان المقدونيون موضع ازدراء من قبل باقي المدن اليونانية ذلك أنهم عرق نصف بربري نصف يوناني. رغم ذلك، فقد امتلكت مقدونيا حكومة مركزية قوية بحدّ نسبي، وبالمقارنة مع معظم الدول المدن اليونانية، فقد كانت هي التي تملك أكبر مساحة من حيث المنطقة التي تسيطر عليها بشكل مباشر.
ومع اعتلاء قيادة قوية وتوسعية تمثلت في فيليب، تمكنت مقدونيا من استنهاض قوتها على اليونان. فانتهز فيليب كل فرصة للتوسع في الأقاليم لصالح مقدونيا فألحق في عام 352 ق.م. ثيساليا ومغنيسيا. واستمرت الصدامات المتقطعة مع طيبة وأثينا لعقد آخر ولكن في عام 338 ق.م. هزم فيليب جيوش الطيبيين والأثينيين في معركة خايرونيا. وكانت من نتائج المعركة أن شكل فيليب الرابطة أو الائتلاف الكورنثي، وهي التي قرّبت أغلب اليونان وجعلتها تحت إرادته المباشرة. ثم تم انتخابه كمسيطر على هذه الرابطة أو الائتلاف، فتم التخطيط المباشر لحملة ضد امبراطورية الفرس الأخمينيون. ولكن مع المراحل المبكرة من الحملة، تم اغتيال فيليب.

## الامبراطورية المقدونية
بعد أن خلف الإسكندر أباه، قاد فتح بلاد الفرس بنفسه. وخلال عقد من الحملات، تمكن من الإسكندر من فتح بلاد الفرس كاملة، والإطاحة بالملك داريوش الثالث. وقد شملت الأراضي المفتوحة آسيا الصغرى، وآشوريا وبلاد الشام ومصر وبلاد الرافدين وميديا وفارس وأجزاء من أفغانستان وباكستان المعاصرتين، وأجزاء من لسهوب وسط آسيا.
وبعد موته، تعرضت الأراضي الشاسعة التي فتحها الإسكندر إلى تأثير يوناني قوي للقرنين الإثنين أو الثلاثة الذين تلوا، حتى صعود روما في الغرب، وفرثيا في الشرق. وفيما أخذت الحضارة اليونانية تتمازج مع حضارة ساحل بلاد الشام، بدأت تتشكل حضارة هجينة هي الحضارة الهلينية، وبقيت مزدهرة حتى مع عزلها عن حواضر الثقافة اليونانية (على سبيل المثال المملكة اليونانية البخترية)
ومن الممكن القول بأن بعض التغييرات التي جرت عبر الامبراطورية المقدونية بعد فتوحات الإسكندر وخلال حكم ملوك طوائف الإسكندر كان لها أن تقع دون تأثير الحكم اليوناني. كما يذكر ذلك بيتر غرين، فقد تم دمج عدة عناصر مما يندرج تحت مفهوم «الفتوحات» في مصطلح الفترة الهلينية. ومن بين بعض المناطق المحدّدة التي فتحتها جيوش الإسكندر هي مصر ومناطق من آسيا الصغرى وبلاد الرافدين دخلت طواعية في فتوحاته، واعتبرت الإسكندر محرّراً أكثر من كونه غازياً.
بالإضافة فإن أغلب المناطق المفتوحة استمر في حكمها ملوك طوائف الإسكندر، وهم قادة الإسكندر وخلفائه الذين تنازعوا على تركته الكبرى. وفي البداية تحاصص هؤلاء القادة الإمبراطورية فيما بينهم، لكن بعض الأراضي انشقت بشكل شبه مباشر، أو بقيت تحت الحكم المقدوني اسماً لا غير. وبعد 200 سنة، لم يبق منها إلا الدول الصغيرة والمنحلة، حتى سقوط مصر البطلمية في يد روما.

## خلفاء الإسكندر (ملوك الطوائف)
بعد موت الإسكندر، كان هنالك قرابة الأربعين سنة من الحروب المستمرة بين قادته (خلفاء أو ملوك الطوائف) للسيطرة على امبراطوريته. وبحلول عام 281 ق.م. كانت الأمور تنحى إلى الاستقرار، مفضية إلى أربع قوىً رئيسة:
- الأسرة الأنتيغونية في مقدونيا واليونان الوسطى.
- الأسرة البطلمية في مصر وقد اتخذت من الإسكندرية عاصمة لها.
- الأسرة السلوقية في سوريا وبلاد الرافدين وقد اتخذت من أنطاكيا عاصمة لها.
- الأسرة الأطلّية وقد اتخذت من بيرغامون عاصمة لها.

## مملكة مقدونيا والممالك اليونانية الأخرى

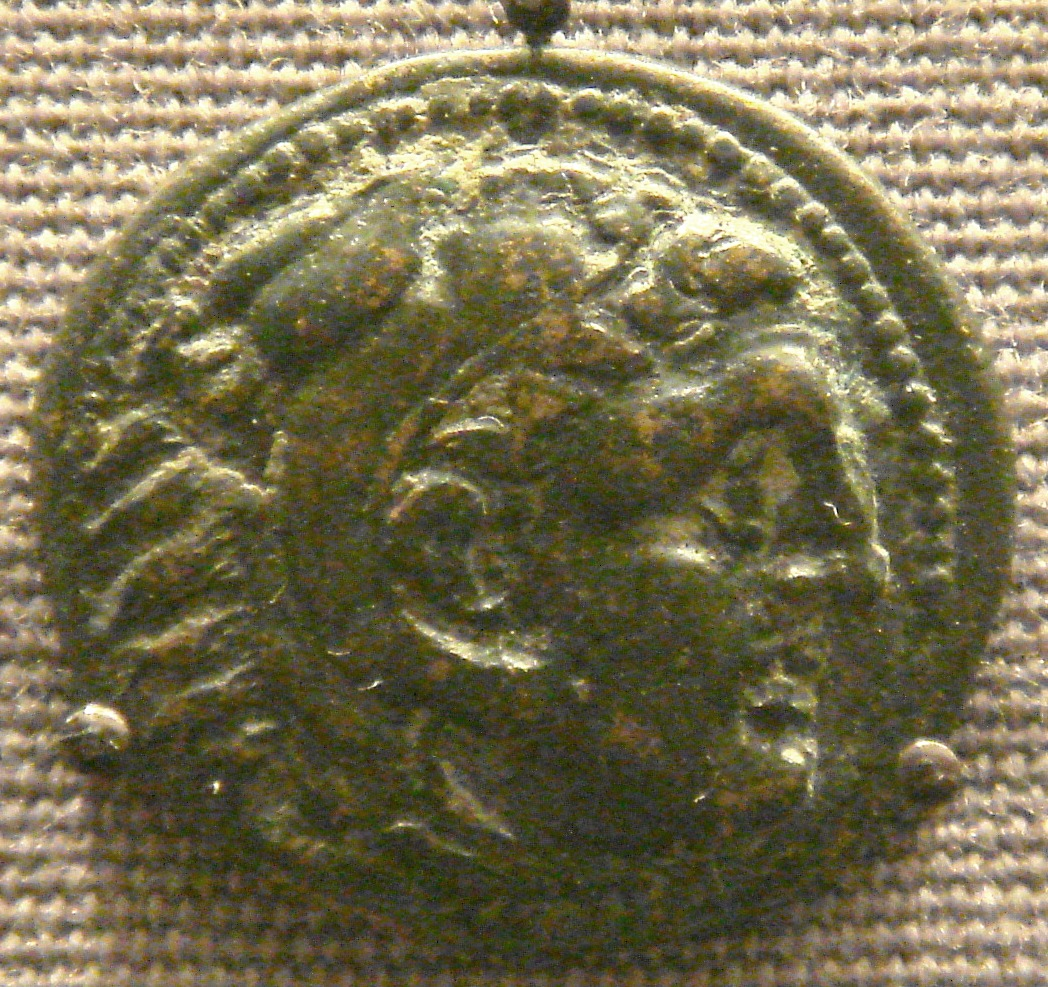
عملة معدنية تصور كاساندر وهو أول الحكام بعد الأسرة الأرغيدية في اليونان الهلينية ومؤسس مدينة ثيسالونيكا

خلال هذه الفترة تراجع دور المناطق المقدونية واليونانية بشكل حادّ، وأصبحت مناطق الحضارة الهلينية هي الإسكندرية وأنطاكيا وعاصمتي مصر البطلمية وسوريا السلوقية على التتالي. كما ارتفعت أهمية بعض المدن مثل بيرغامون وإفسوس وجزيرة رودوس وسلوقيا، كما كان الاستيطان المدني من الأمور الملحوظة والمميّزة لهذه الفترة الزمنية على السواحل الشرقية للبحر المتوسط.
وخلال هذه الفترة وقعت مقدونيا في قبضة كاسندر ابن أحد أبرز قادة الإسكندر وهو أنتيباتر، وقد جعل هذا الأخير نفسه سيد اليونان بعد سنوات عديدة من القتال. وأسس عاصمة مقدونية جديدة هي ثيسالونيكا وكان من الحكام البنّائين بشكل عام.
وبعد موت كاسندر في عام 298 ق.م. أمسك ديميتريوس بزمام الحكم في مقدونيا وحكم غالب اليونان، ومنه انتقل الحكم إلى ملك آخر بعد نزاع معه هو ليسيماخوس الثراقي ثم هُزم على يد ابن أنتيغوناس الثاني ابن ديميتريوس فصد في سنين حكمه محاولة احتلال من قبائل الغال الذين استوطنوا البلقان في تلك الفترة. وقد وحد هذا الاحتلال من الفصائل اليونانية والمقدونية لمواجهتها في حلف بين الأنتيغونيين المقدونيين والسلوقيين في أنطاكيا، ثم وجه هذا الحلف نحو أغنى القوى الهلينية وهي مصر البطلمية.

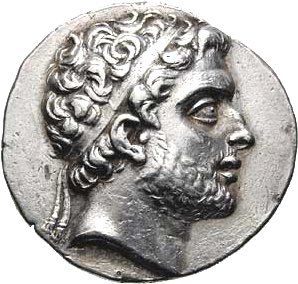
فيليب الخامس، "حبيب الهلينيين"، وهو يرتدي الإكليل الملكي.

وفي عام 221 ق.م. كان فيليب الخامس هو آخر الحكام المقدونيين الذين تحلّوا بالمهارة والقدرة على انتهاز الفرصة لتوحيد اليونان حماية استقلالها من قوّة روما المتعاظمة. وكان يعرف بـ «حبيب الهلينيين» أي اليونانيين.
إلا أن فيليب في عام 215 ق.م. ارتكب خطأ استراتيجياً بتأسيس تحالف مع عدوّ روما اللدود وهي امبراطورية قرطاج، وهو ما دعا روما لأن تتدخل في شؤون اليونان لأوّل مرّة في تاريخها. فبدأت روما بعقد التحالفات مع القوى اليونانية المتصالحة مع فيليب لتسحبها عن الولاء له فنجحت في تقريب أقوى الجهات في آسيا الصغرى وهي رودوس وبيرغامون. فاندلعت الحرب المقدونية الأولى بين روما وحلفائها ومقدونيا وحلفائها في عام 212 ق.م. وانتهت في عام 205 دون حسم، مع بقاء روما في حالة عداء مع مقدونيا.
وعندما تغلبت روما على قرطاج في عام 202 ق.م. وبتشجيع من حلفائها في رودس وبيرغامون، شنت روما في عام 198 حربها المقدونية الثانية لأسباب غير واضحة ولكن يرجح أن روما رأت في مقدونيا حليفاً محتملاً للسلوقيين، وهي أعظم القوى في الشرق. وفي عام 197 ق.م. هاجم القائد الروماني تايتوس كوينكتيوس فلامينينوس فيليب بعد أن هجره كل حلفائه اليونانيين، فحققت روما انتصاراً حاسماً في معركة كينوسكيفالاي.
وكانت من نتائج المعركة هو تسليم فيليب لروما وانصياعه لها في حلف جمع فيه كل اليونانيين، وعينت حامية رومانية على المدن الرئيسة ما عادا رودوس بعد إعلان روما أنها هذه المدن هي مدن حرة بحرية لا تخلو من تبعية لورما، حيث أن روما استبدلت كل النظم الديموقراطية في المدن بنظم أرسطوقراطية موالية لها.
وفي عام 192 ق.م. اندلعت الحرب بين روما والحاكم السلوقي أنطيوخوس الثالث، فغزا أنطيوخوس اليونان بعشرة آلاف مقاتل. فنادت بعض المدن اليونانية بأن أنطيوخوس هو محرر البلاد من الاحتلال الروماني. لكن مقدونيا آثرت البقاء في الطرف الروماني، وفي عام 191 ق.م. نجحت القوات الرومانية بإلحاق الهزيمة بأنطيوكوس عند ترموبيل فانسحب بقواته إلى آسيا.
ومع حلول عام 146 تمكنت روما من التحكم بأغلب المدن والأقاليم في اليونان ومقدونيا وفرض ضرائبها وإقامة الحاميات والحكومات الإقليمية الموالية لروما.
وكانت الهزيمة النهائية لليونان في عام 88 ق.م. عندما ثار الملك مثرادات البنطي ضد روما، فأفرط في تجزير الرومان إلى بلغ عدد المقتولين مئة ألف من الرومان أو حلفائهم عبر آسيا الصغرى، ورغم أن مثرادات لم يكن يوناني فقد ثارت الكثير من المدن وأطاحت بحكوماتها الصورية وانضمت إليه، وعندما أجبرته روما على الخروج من اليونان على يد قائدها سولا، وقعت النقمة الرومانية على اليونانيين فلم تقم بعد ذلك قائمة لهم.

### المملكة اليونانية البخترية

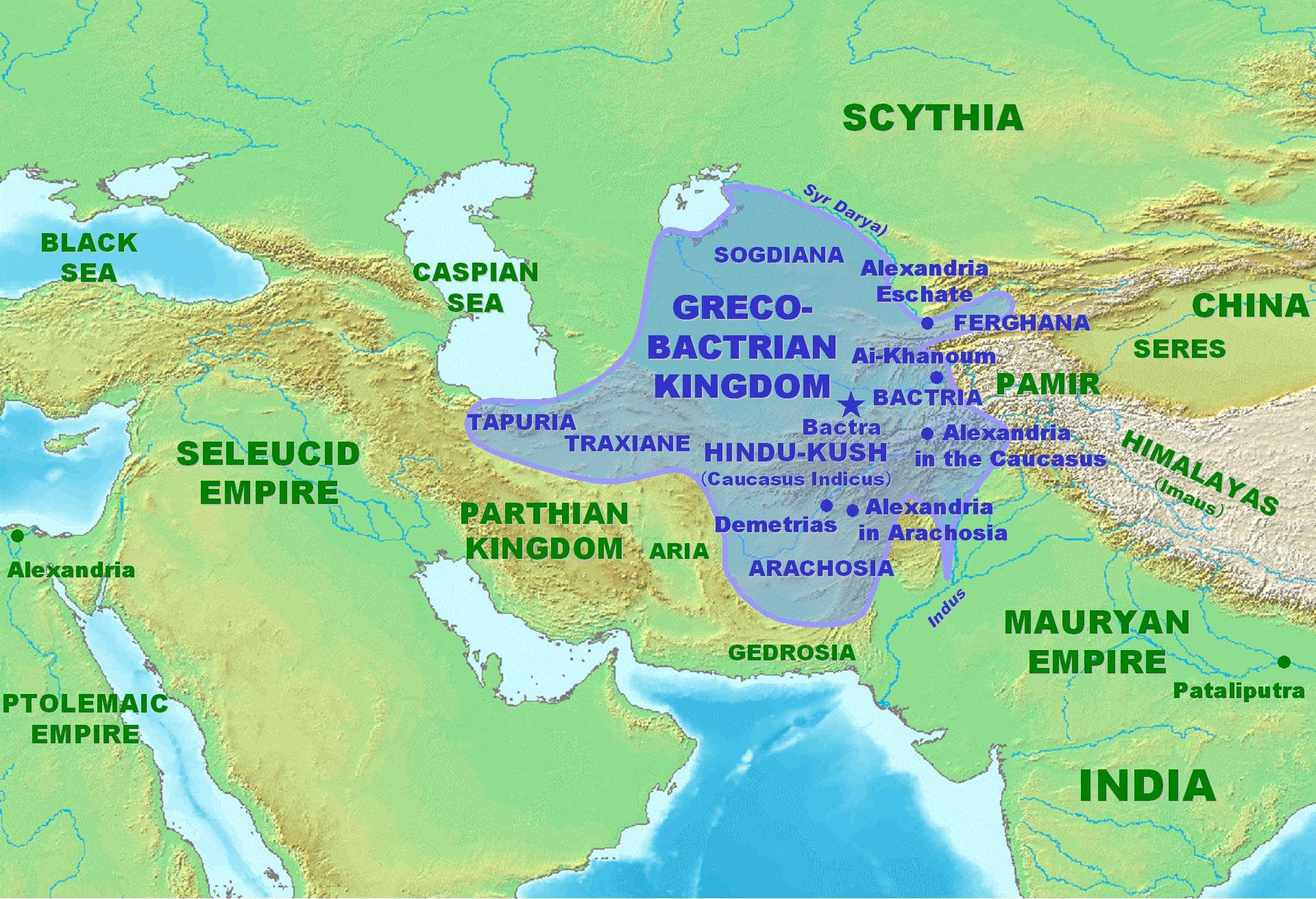
المملكة اليونانية البخترية وهي في أوج اتساعها حوالي (180 ق.م.)

### المملكة الهندية اليونانية

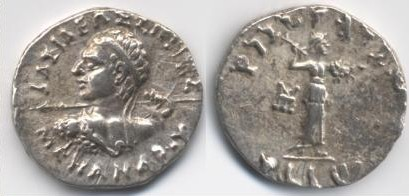
الدرهم الفضي العائد إلى الملك الهندي اليوناني ميناندر الأول (155-130 ق.م.).

## نهضة روما
كانت التدخلات الرومانية الواسعة في شأن العالم اليوناني محتوماً نظراً للنهضة التي شهدتها الجمهورية الرومانية. وقد كان هذا التفاعل بين الرومان واليونان نتيجة موقعية الدول المدن اليونانية التي تقع على السواحل الجنوبية لإيطاليا. وكان على روما أن تسيطر على شبه الجزيرة الإيطالية بالكامل، وأرادت أن تخضع المدن اليونانية لحكمها. ورغم أنهم قاوموها في بادئ الأمر، وتحالفوا مع بيروس الإبيري، وإلحاقهم الهزيمة بالرومان في العديد من المعارك، فإن الدول اليونانية لم تتمكن من المحافظة على موقعها المتفوق فتمكنت روما من احتوائها. بعد ذلك بفترة وجيزة دخلت روما صقلية، لقتال القرطاجيين في الحرب البونية الأولى. وكانت النتيجة هي استيلاء الرومان الكامل لصقلية بما فيها من المدن اليونانية التي تمتعت بالقوة في ما مضى.
لم تكن المدن المستقلة في ماغنا غراسيا تشكل أقاليم هلينية وقد فاقتها في ذلك الزمن شهرة الممالك الهلينية في الشرق. كما أنهم حافظوا على استقلاليتهم عندما سيطر على المتوسط «القوى العظمى». وكان في ذلك وفي قربهم من روما، جعل منهم أهدافاً سهلة وواضحة. وهي على عكس الممالك الهلينية الأخرى التي لم تكن في دائرة النفوذ الروماني، وكانت تتمتع بالقوة الكافية لرد أي اعتداء روماني. ويزعم أن الأحداث التي علّمت بداية نهاية الممالك الهلينية، كانت بالإمكان تجنبها، رغم أن الأوضح أن صداماً ما بينها وبين روما كان لابد وأن يقع في نهاية المطاف.
وغالباً ما زاد التورط الروماني في البلقان عبر التجارة. فقد أدت غارات القراصنة من الإليريين على التجار الرومانيين إلى استحداث قوة تدخل رومانية لاحتلال إيليريا مرتين (الحرب الإيليرية الأولى والثانية en). وهكذا تعاظمت التوترات بين مقدونيا وروما عندما قام الملك المقدوني الشاب فيليب الخامس بإيواء أمير القراصنة ديميتريوس من فاروس en (بعد أن كان عميلاً لدى روما). وكانت النتيجة أن، أن حاول فيليب أن يخفف من نفوذ روما على البلقان بأن يتحالف مع قرطاج، بعد أن قام حنبعل بإلحاق الهزيمة الكبرى في معركة كاناي (216 ق م) في غضون الحرب البونية الثانية. بعد أن أجبر فيليب الرومان الصراع على جبهة قتال نظيرة بنفس عدد المقاتلين، أوقع فيليب نفسه في عداء مزمن مع الرومان، وهي النتيجة العملية الوحيدة التي تمخضت عنها الحرب المقدونية الأولى (215-202 ق م).
وبعد انقضاء الحرب البونية الثانية، وبدء الرومان لإعادة استجماع قوتهم من جديد، سعوا لأن يؤكدوا على قوتهم في البلقان، وأن يحدوا من توسع فيليب. فحصلوا على ذريعة لشن حرب أخرى عندما رفض فيليب من إنهاء حربه مع الأطليين في بيرغامون ومع جزيرة رودوس، وقد كان كلاهما حلفاء للرومان. كما اصطف الرومان إلى جانب الرابطة الأيتولية en، وهي رابطة من المدن الدول اليونانية التي ناهضت قوة فيليب، وهكذا أعلنت الحرب على مقدونيا في عام 200 ق م، لتبدأ الحرب المقدونية الثانية. وانتهت هذه الحرب بانتصار روماني حاسم في معركة كينوسكيفالاي (197 ب م). وعلى غرار أغلب معاهدات السلام الرومانية من الحقبة تلك، فقد تم تصميم معاهدة «سلام فلامينيوس» لسحق الطرف المهزوم تماماً، بفرض ضمانات باهضة، وتسليم أساطيل فيليب لروما، وتم إرجاع حدود مقدونيا إلى حدودها القديمة، لتخسر نفوذها على الدول المدن اليونانية، وأراضيها في ثراقيا وآسيا الصغرى. وكانت هذه النتيجة هي نهاية مقدونيا كقوة عظمى في حوض البحر المتوسط.
والنتيجة الأخرى للقلاقل في اليونان بعد نهاية الحرب المقدونية الثانية هي تورط الامبراطورية السلوقية بالرومان. وكان الملك السلوقي أنطيوخوس الثالث قد تحالف مع فيليب الخامس في عام 203 ق م، ليتفقا على أن يتعاونا على احتلال مملكة الملك الصبي بطليموس الخامس المصرية. وبعد هزيمة بطليموس الخامس في الحرب السورية الخامسة، كثف أنطيوخوس من جهوده لاحتلال الممتلكات البطلمية في آسيا الصغرى. إلا أن ذلك أفضى بأنطيوخوس في حالة صدام مع رودوس وبيرغامون، الحليفين المهمين لروما، فبدأت حربٌ باردة بين أنطيوخوس الثالث وروما (ولم ينتج إيواء حنبعل في البلاط السلوقي إلا بإذكاء هذه الحرب). وفي هذه الأثناء، في البر اليوناني الرئيس، بدأت الرابطة الأيتولية التي انحازت مع روما ضد مقدونيا بشجب الوجود والنفوذ الروماني في اليونان. فكان ذلك حجة لأنطيوخوس الثالث لاحتلال اليوناني وتحريرها من النفوذ الروماني، لتأذن ببداية الحرب الرومانية-السورية (192-188 ق م). فكان الانتصار الروماني الساحق في معركة ماغنيسيا en (190 ق م) على أنطيوخوس. وتلت المعركة معاهدة مذلة مضعفة للطرف السلوقي الذي اقتطعت من ممتلكاته أراضي آسيا الصغرى لصالح كل من رودوس وبيرغامون، وتصغير حجم الأسطول البحري السلوقي، وفرض ضمانات حربية مهولة عليهم.
وهكذا في غضون أقل من عشرين سنة، تمكنت روما من تدمير قوة مملكة من ممالك الخلفاء، وعرقلة نفوذ مملكة أخرى، ولتحكم سيطرة نفوذها على اليونان. وكان سبب كل ذلك على وجه الابتداء الطموح الزائد لملوك مقدونيا، وعبثهم غير المتعمد بالرومان، رغم أن روما كانت على أهبة الاستعداد لاستغلال أية فرصة أتيحت لها. وفي غضون عشرين سنة أخرى، أطيح بالمملكة المقدونية تماماً. وفي سعي فيليب الخامس بن برسيوس لأن يشدد على القوة المقدونية والاستقلالية اليونانية، قام بإغضاب الرومان، لينتج عن ذلك الحرب المقدونية الثالثة (170-168 ق م). وبعد انتصار الرومان، حلوا المملكة المقدونية، وأبدلوها بجمهوريات عميلة لها، بقيت عشرين سنة أخرى قبل أن تلحق مقدونيا رسميا كإقليم روماني من أقاليم الجمهورية (146 ق م).
وبقي حكم الأسرة الأطلّية أكثر من ذلك بقليل، وقد بقيت طائعة حليفة لروما حتى النهاية عندما مات الملك أطلّوس الثالث في عام 133 ق م دون وريث لعرشه، فأخذ بحلفه إلى نهايته الطبيعية، بعد أن أوصى بعرشه لصالح الجمهورية الرومانية.
وبعكس المواقف الرومانية الفاعلة في البلقان واليونان وآسيا الصغرى، فإن مواقفها في الحيازات السلوقية والبطلمية لم تكن ذات ذكر كبير، ربما لأنهما لم يشكلا ذلك الخطر الكبير عليها، فأهملت تماماً الإمبراطورية السلوقية وتركت المملكة البطلمية تسقط بهدوء بينما، واكتفت بأن تعلن عن لقب الحامي على مصر من محاولة الغزو السلوقي بقيادة أنطيوخوس الرابع الظاهر لمصر. وفي نهاية المطاف، كانت الزعزعة السياسية الأمنية التي تسبب بها فراغ القوة جرّاء سقوط الإمبراطورية السلوقية سبباً للقائد الروماني بومبيوس الكبير لأن يقضي على بقايا دولة السلوقيين المتضعضعة، فاحتوى أغلب سوريا وضمها للجمهورية الرومانية. أما سقوط مصر البطلمية أمام روما، فهي أشهر من أن تذكر، إذ تم ذلك خلال أحداث الحرب الأهلية من الجمهورية الرومانية، بين الخصمين الرئيسين ماركوس أنطونيوس وعشيقته البطلمية كليوباترا السابعة من طرف، وأغسطس في الطرف الآخر. وقد احتل أغسطس مصر وأخذها كغنيمة شخصية له بعد معركة أكتيوم البحرية. وهكذا أتم تدمير كلا المملكتين الهلينيتين والجمهورية الرومانية، وأنهى على غفلة فترة العصر الهليني.